# Trávicí soustava ptáků

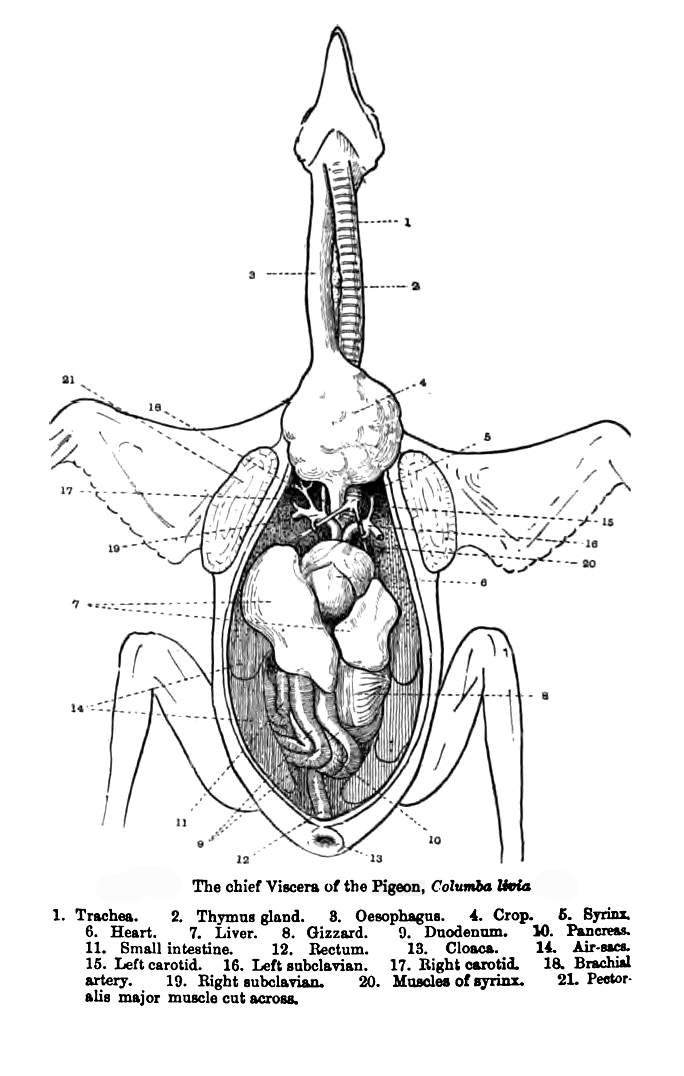

Trávicí soustava ptáků v podstatě odpovídá základní stavbě trávicího ústrojí u vyšších obratlovců, má však některé zvláštnosti. Podobně jako u savců lze ji rozdělit na část hlavovou a trávicí trubici. Hlavová část zahrnuje zobák, dutinu zobákovou (ústní) a hltan. Protože dutina zobáku a hltan u ptáků na sebe navazují bez zřetelného ohraničení, označuje se hlavová část trávicího ústrojí ptáků jako oropharynx. Trávicí trubici představují jícen, který je u mnoha ptáků v distální části rozšířen ve vole, žláznatý a svalnatý žaludek, tenké střevo a poměrně krátké tlusté střevo. Na rozhraní tenkého a tlustého střeva zpravidla odstupují dvě různě velká slepá střeva. Trávicí trubice končí společně s vývodnými cestami močovými a pohlavními v kloace. Kromě trubicovitých orgánů jsou součástí trávicího ústrojí ptáků i pankreas a játra.

## Dutina zobáková
Dutina zobáková (ústní) je u recentních ptáků bez zubů a je ohraničena horním a dolním zobákem, patrem a spodinou dutiny zobáku. Současní ptáci již zuby nemají, například vyhynulá skupina neornitinních Odontopterygiformes však měla v čelistech výrůstky v podobě tzv. pseudo-zubů. Patro (palatum) ohraničuje a odděluje dorzálně dutinu zobáku od nosních dutin a je částečně nebo zcela pokryto rohovinou. U ptáků na rozdíl od savců není patro rozděleno na měkké a tvrdé patro, ani příklopka hrtanu (epiglottis) není vyvinuta. U ptáků dochází k přímému spojení mezi nosními dutinami a dutinou zobáku ve formě protáhlé štěrbiny patrového nosního průchodu (choana). Rozdílná velikost štěrbiny umožňuje její rozlišení na přední užší část (pars rostralis) a širší zadní část (pars caudalis). Kaudální částí choany prochází vzduch při dýchání přímo do vstupní štěrbiny předního hrtanu. Dutinu zobáku vystýlá kutánní sliznice s vrstevnatým dlaždicovitým epitelem a tvoří četné podélné řasy, brázdy a papily, jejichž uspořádání se liší podle druhu ptáků. Ve sliznici se nacházejí ústí četných slinných žláz produkujících hlen, který je u suchozemských ptáků nezbytný ke zvlhčení potravy; u vodních ptáků je jejich počet redukovaný. Spodinu zobáku vyplňuje na povrchu zrohovatělý jazyk, jehož anatomie i tvar jsou rozdílné podle druhu ptáků (způsobu výživy). U většiny ptáků je jeho svalovina silně redukována, pouze jazyk papoušků má vlastní svalovinu. Kaudálně ukončuje dutinu zobáku krátký hltan (pharynx).

## Jícen a vole
Jícen (oesophagus) u ptáků leží bezprostředně pod kůží napravo (na rozdíl od savců) od průdušnice. Je to tenkostěnná roztažitelná trubice spojující hltan se žláznatým žaludkem. U většiny ptáků je jícen rozdělen voletem (ingluvies) na část krční a hrudní. V tělní dutině je jícen obklopen krčním meziklíčkovým a předním hrudním vzdušným vakem. Sliznice jícnu je podélně zřasená a obsahuje četné hlenové žlázy. Epitel sliznice jícnu je vrstevnatý dlaždicovitý, jehož povrchové vrstvy rohovatějí a odlupují se do lumina jícnu.
Vole je vakovité vychlípení nebo vřetenovité rozšíření jícnu před jeho vstupem do dutiny tělní. Tvar volete se u různých druhů ptáků liší, u některých chybí (např. u běžců funkci volete přejímá žláznatý žaludek). U Galliformes a Falconiformes tvoří vole jednoduchý vak v místě vstupu do hrudníku. U Psittaciformes je vole uloženo napříč. U kanárů a vrubozobých ptáků se krční část jícnu pouze vřetenovitě rozšířuje a tím vytváří náznak volete. U holubů tvoří vole tři vakovité vychlípeniny, dvě postranní a jedna střední. Struktura stěny volete je téměř shodná se stavbou stěny jícnu. Hlenové žlázy se ale vyskytují pouze jen ve sliznici jícnového žlabu, jinak nejsou přítomny.
Vole slouží zejména u semenožravých ptáků jako zásobárna krmiva při naplnění svalnatého žaludku, u dravců i k natrávení potravy. Jestliže je svalnatý žaludek prázdný, prochází potrava jícnem přímo do žaludku. Teprve po naplnění žaludku se začíná potrava ukládat ve voleti. U ptáků, kteří nemají vole (např. tučňáci a rackové), slouží jícen v celé délce ke skladování potravy. Jícen a vole produkují hlen, který změkčuje a zvlhčuje potravu jako příprava pro mechanické a chemické trávení v dolní části trávicího traktu. U některých druhů ptáků byla prokázána produkce amylázy v dutině zobáku a voleti, což umožňuje již počáteční stadia trávení cukrů. Hoacinovití (Opisthocomidae) mají svalnaté vole, které slouží k mechanickému rozrušování potravy (tvrdé listí). Jejich trávicí systém je obdobný jako u přežvýkavců.
Mnozí ptáci mají vole se schopností zpětné peristaltiky, čehož využívají při krmení mláďat. Vole dospělých holubů obou pohlaví produkuje sekret nazývaný „holubí nebo voletní mléko“, který je vyvrhován a zkrmován mláďatům během prvních týdnů po vylíhnutí a jehož sekrece je kontrolována prolaktinem. Již koncem prvního týdne hnízdění dochází k překrvení a zbytnění sliznice volete rodičovského páru v důsledku proliferace vrstevnatého dlaždicovitého epitelu. Substrát volete kromě odlupujících se tukově degenerovaných epitelových buněk obsahuje i škrobová zrna a mikrobiální flóru. Svým složením odpovídá holubí mléko savčímu mléku a obsahuje vysokou koncentraci bílkovin (13,3 až 18,6 %), tuků (6,9 až 12,7 %), minerálních látek (1,5 %) a vody (65 až 81 %). Neobsahuje ale sacharidy a vápník. Obdobný sekret volete pro krmení mláďat je produkován Psittaciformes a malými zpěvnými ptáky. Tučňáci a plameňáci produkují výživnou šťávu v jícnu.
U některých ptáků se vole také podílí na způsobu chování či dvoření při námluvách. Papoušci, zejména andulky, korely a arové, často regurgitují. Samci jiných ptačích druhů (např. holub, drop velký, tetřívek křovinný) mají nafukovací jícnová divertikula, která působí jako rezonující komůrka a slouží k přilákání partnerky.

## Žaludek
Žaludek ptáků se skládá ze dvou samostatných oddílů - z kraniálně uloženého, protáhlého a méně nápadného žláznatého žaludku (proventriculus, pars glandularis) a kaudálně navazujícího většího a kulovitého svalnatého žaludku (ventriculus, pars muscularis). U některých ptáků (např. tučňáci, dravci, kachny) je v pylorické části vyvinut ještě třetí žaludeční oddíl (pars pylorica), který přechází plynule do duodena. Celkové uspořádání žaludku závisí na druhu ptáků a způsobu zpracovávání přijímané potravy. U rybožravých a masožravých ptáků je vakovitý žaludek málo diferencovaný, tenkostěnný a slouží především ke shromažďování potravy. U semenožravých, hmyzožravých a býložravých ptáků je žaludek zřetelně diferencován na část žláznatou a svalnatou.
Ve žláznatém žaludku počíná chemické trávení potravy. Sliznice proventrikulu obsahuje tubulózní žlázy produkující žaludeční šťávu (na rozdíl od savců existuje u ptáků pouze jeden typ buněk, který secernuje kyselinu chlorovodíkovou i pepsinogen) a hlenové žlázy sekretující mucin, který chrání sliznici proventrikulu před působením žaludeční šťávy. Proventrikulus přechází ve svalnatý žaludek zúženou částí nazývanou zona intermedia gastris. Sliznice v této části je hladká, bez tubulózních žláz, a přechází ve žlázovou vrstvu ventrikulu. Produkovaný sekret je směsí mucinu a sekretu žláz ventrikulu.
Povrch sliznice svalnatého žaludku kryje tuhá, proti vodě odolná vrstva (cuticula gastris). Kutikulu tvoří sacharido-proteinový komplex sekretovaný tubulózními žlázami sliznice svalnatého žaludku a sliznice pylorické části žaludku. Povrch zrohovatělé kutikuly je nerovný a drsný, což přispívá k drcení potravy. Opotřebovaná slizniční kutikula je postupně obnovována nebo může být nahrazena jako celek novou kutikulou. Působením chlorofylu (zelený pigment) nebo žluče může být zbarvena zeleně, hnědě nebo žlutě. Při pitvě lze kutikulu vcelku stáhnout a obnažit tak povrch sliznice. Ve svalnatém žaludku je zčásti natrávená potrava mechanicky rozmělňována vydatnými mlecími pohyby žaludku. Ke snadnějšímu mechanickému zpracovávání potravy napomáhá písek nebo drobné kaménky (grit) přítomné v žaludku. U dravců se svalnatý žaludek podílí na formování a regurgitaci vývržků, které jsou tvořeny nestrávenou srstí, peřím a kostmi.

## Střevní trakt
Střevo ptáků představuje podstatnou část trávicí trubice. Začíná od pars pylorica žaludku a končí kloakou. Tenké střevo a tlusté střevo mají téměř stejný průsvit, ale tenké střevo je mnohonásobně delší. Specifitou u ptáků jsou ve většině případů dvě slepá střeva a společné vyústění trávicího ústrojí a vývodných močových a pohlavních cest do kloaky.
Většina trávicích pochodů a resorpce živin probíhá v tenkém střevu. Tenké střevo (intestinum tenue) u ptáků je poměrně dlouhé a je uspořádáno v několik kliček, jejichž počet závisí na druhové příslušnosti. Podobně jako u savců se na tenkém střevě rozlišuje dvanáctník (duodenum), zatímco rozlišení mezi lačníkem a kyčelníkem není morfologicky definováno. Histologická skladba celého tenkého střeva je shodná. Duodenální klička obkružuje pankreas a do ní ústí 2-3 vývody pankreatu (amyláza, lipáza a proteolytické enzymy) a 2 žlučové vývody. Toto vyústění žlučovodů odděluje dvanáctník od lačníku. Duodenální žlázy u ptáků chybějí, nahrazují je četné pohárkové buňky v epitelu duodena, které vylučují hlen chránící sliznici střeva před kyselým obsahem žaludku.
Na duodenum navazují lačník (jejunum) a kyčelník (ileum), představující nejdelší úsek tenkého střeva (často označovanou za jejunoileum). Za dělicí hranici mezi nimi se považuje lokalizace stopkaté výchlipky stěny střeva, tzv. diverticulum vitellinum (Meckelův divertikl), což je reziduum po spojce mezi prvostřevem a žloutkovým vakem (ductus vitellinus). Ptačím embryím a mláďatům v prvních dnech života poskytuje žloutek živiny, minerální látky, vitamíny rozpustné v tucích a mateřské protilátky. Před vylíhnutím je žloutkový vak vtažen do dutiny tělní a pupek je uzavřen. Perzistující žloutkový váček se může nacházet v dutině tělní ještě několik dní i týdnů po vylíhnutí. Resorpce žloutkového váčku je u krmivých (nidikolních) druhů ptáků rychlejší než u nekrmivých (nidifugních) druhů. Část tenkého střeva proximálně od divertikula se považuje za lačník a distální část za ileum. Kyčelník přechází v tlusté střevo v místě odstupu slepých střev.
Tlusté střevo (intestinum crassum) se u ptáků skládá ze slepých střev a přímého úseku střeva končícího v kloace, nazývaného rektum. Jeho průsvit je obvykle stejný jako u tenkého střeva, u holubů je dokonce užší. Tračník a konečník se u ptáků nerozlišují.
Slepé střevo (cecum) je u ptáků většinou párový útvar. U některých druhů jsou obě slepá střeva dlouhá a tlustá (kurovití, kachny, husy), u holubů, pěvců a některých Psittaciformes jsou malá a zakrnělá. Andulky nemají slepá střeva. U některých mořských ptáků se vyskytuje pouze jedno slepé střevo. Pštros má velká sakovitá céka, zatímco ostatní běžci mají jen reziduální slepá střeva. Slepá střeva ústí do rekta dvěma samostatnými otvory, u pštrosů je toto ústí nepárové. V místě odstupu slepých střev je nahromaděno větší množství lymfatické tkáně, vytvářející tzv. mandle slepého střeva (tonsillae cecales). U kurů obsahují slepá střeva specifickou bakteriální mikroflóru, která štěpí buničinu a produkuje některé vitamíny.

## Kloaka
Kloaka představuje zakončení trávicí trubice se společným vyústěním vývodných cest močových a pohlavních. Je tvořena třemi oddíly – coprodeum, urodeum a proctodeum.
Koprodeum je mírně rozšířené pokračování rekta. V této části kloaky se hromadí trus a dochází zde k resorpci vody a tím i k zahuštění moče v bílou kašovitou hmotu, jež pokrývá výkaly.
Urodeum představuje střední, nejkratší oddíl kloaky, do kterého vyúsťují močové a pohlavní cesty. Od koprodea je odděleno vysokou slizniční cirkulární řasou (plica coprourodealis), která se při vylučování trusu z koprodea vychlípí kaudálně a zabraňuje styku stěny urodea a proktodea s odměšky rekta, které odcházejí kloakou z těla ven. Od proktodea je urodeum odděleno poloměsíčitou řasou (plica uroproctodealis).
Konečnou částí kloaky je proktodeum, které se rozprostírá od plica uroproctodealis až po kloakální otvor (orificium venti). Na stropě proktodea vyúsťuje Fabriciova burza, v okolí tohoto ústí se vyskytují četné proktodeální žlázy. Na dně proktodea se nachází u samců druhově specificky formovaný kopulační orgán. Zevní část kloaky se nazývá ventus. Rty kloaky obsahují mucinózní žlázy, svalový svěrač kloaky a další svaly ovládající otvor kloaky.

## Játra
Játra ptáků představují mohutně vyvinutý orgán, jehož velikost, tvar, členění, hmotnost, konzistence a barva závisejí na druhu ptáků, jejich věku a výživném stavu. Barvu jater také ovlivňuje množství tuku uloženého v jaterním parenchymu a obsah krve v jaterních cévách. Žlutá barva jater u ptačích mláďat je způsobena tukem a vstřebanými pigmenty žloutku. Množství tuku v játrech před začátkem snášky je ovlivňováno estrogeny.
Funkce ptačích jater je stejná jako u savců; stavba jaterního parenchymu je však jednodušší, s tubulárním uspořádáním. Protože ptačí játra mají málo intersticiálního vaziva, jsou jaterní lalůčky méně zřetelné. Jaterní buňky jsou u některých druhů ptáků (např. pěvců) v jaterním trámci seřazené v řadě po jedné, u kura tvoří tyto řady soustava dvojic jaterních buněk.
Játra vyplňují přední polovinu dutiny tělní. Mají dva laloky, pravý lalok je zpravidla větší a nese žlučový měchýř. Holubovití, papoušci a pštros nemají žlučový měchýř, u perliček není výskyt konstantní. Povrch jater kryje viscerální peritoneum a tenké fibrózní pouzdro.
Funkční oběh v játrech zajišťují dvě vrátničné žíly, které se v lalocích jater mnohonásobně větví až na drobné jaterní kapiláry (sinusy). Sbírají krev z nepárových orgánů dutiny tělní. V jaterních sinusoidech se směšuje krev výživná s krví funkční. Krev se odvádí z jater jaterními žílami do zadní duté žíly. Výživná krev je do jater přiváděna dvěma jaterními tepnami, které sledují průběh větví vrátničných žil.
Žluč je postupně sváděna ze žlučových kapilár jaterních tubulů do dvou lalokových žlučovodů, které se spojují v jeden (ductus hepatoentericus communis) ústící do dvanáctníku. U ptáků, kteří mají žlučový měchýř, se z pravého lalokového žlučovodu odděluje spojka (ductus hepatocysticus) odvádějící žluč do žlučového měchýře. Ze žlučového měchýře odtéká žluč do dvanáctníku přes ductus cysticoentericus. U ptáků bez žlučového měchýře ústí oba lalokové žlučovody do duodena. Takže na rozdíl od savců (jeden společný žlučovod, ductus choledochus) odtéká žluč u ptáků z jater do dvanáctníku dvěma žlučovovody. Hlavním žlučovým pigmentem u ptáků je biliverdin. Žlučové kyseliny sekretované játry emulzifikují tuk a aktivují pankreatickou lipázu a amylázu.

## Pankreas
Slinivka břišní (pancreas) je žláza s vnitřní i vnější sekrecí; je uložena v kličce dvanáctníku. U ptáků se skládá ze tří laloků a podobně jako u savců má složku exo- a endokrinní. Exokrinní složka tvořená tubuloalevolárními žlázami produkuje pankreatickou šťávu, která je odváděna 2-3 vývody do duodena.
Endokrinní složka pankreatu je rozložena v parenchymu exokrinní složky v podobě Langerhansových ostrůvků, tvořených shluky sekrečních buněk. Tyto buňky se morfologicky i funkčně vzájemně liší. Podle barvitelnosti, velikosti a obsahu se rozlišují buňky A (alfa), B (beta) a D (delta) a podle převažujícího typu buněk pak tři typy ostrůvků pankreatu. Tmavé ostrůvky typu A jsou velké a mají laločnatý tvar. Skládají se převážně z buněk A, které vylučují hormon glukagon. Světlé ostrůvky typu B jsou menší, kulatého až oválného tvaru. Obsahují především buňky B, které mají sekreční granula produkující inzulín. Smíšené ostrůvky sekretující somatostatin obsahují především B buňky a přimísené A a D buňky.

## Příjem potravy
Podle druhu potravy dělíme ptáky na hmyzožravé (insektivorní), všežravé (omnivorní), masožravé (karnivorní), býložravé (herbivorní), případně ještě detailněji na mrchožravé (lichenivorní), rybožravé (piscivorní), semenožravé (granivorní), plodožravé (fruktivorní), nektarožravé (nektarivorní), pyložravé (polenivorní) aj.
Hmotnost potravy, kterou denně spotřebují drobní pěvci, se rovná 50–80 % hmotnosti jejich těla, u mnohých hmyzožravců dokonce i převýší jejich hmotnost. Zvláště rychlé je trávení u hmyzožravých druhů, kde mezi přijetím a zpracováním potravy uplyne jen 15–20 minut. Zrní je stráveno asi za 3–4 hodiny. Schopnost hladovění je různá, podle velikosti ptáků – drobné druhy hynou bez potravy už během 15-30 hodin, holubi za 7–9 dní, velcí orli však mohou hladovět i měsíc.